# Carlo Schmid (Pilot)
Carlo Schmid (* 25. Januar 1990 in Thalwil; heimatberechtigt in Wittnau) ist ein Schweizer Pilot.
Er ist Inhaber des Segelflug- und Privatpilotenscheins.

## Weltrekord

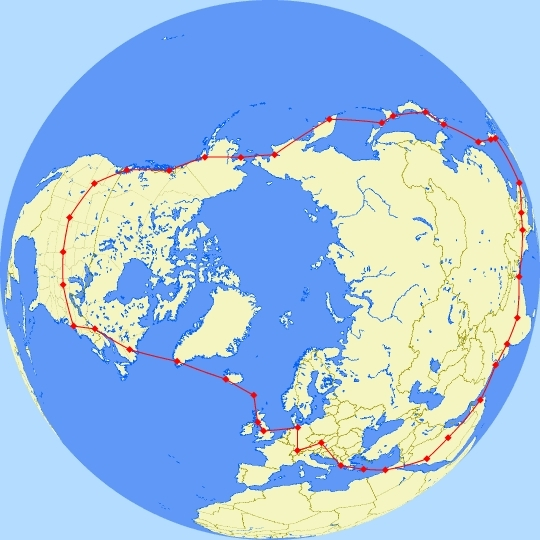
Flugroute von 2012

Der gelernte Bankangestellte absolvierte im Alter von 22 Jahren als bisher jüngster Pilot einen Alleinflug rund um die Erde. Start und Landung seiner einmotorigen Cessna 210 mit dem Luftfahrzeugkennzeichen HB-RTW erfolgten am 11. Juli bzw. 29. September 2012 auf dem Militärflugplatz Dübendorf.
Der Flug verlief entlang der Strecke Dübendorf – Wien – Korfu – Iraklio – Alexandria – Medina – Riad – Maskat – Karatschi – Ahmedabad – Nagpur – Kalkutta – Chiang Mai – Udon Thani – Nha Trang – Subic – Laoag City – Taipeh – Nagasaki – Osaka – Sapporo – Juschno-Sachalinsk – Petropawlowsk-Kamtschatski – Anadyr – Nome (Alaska) – Anchorage – Juneau – Comox (British Columbia) – Boise – Denver – Saint Joseph (Missouri) – Indianapolis – Teterboro – Québec – CFB Goose Bay – Narsarsuaq – Reykjavík – Vágar – Prestwick – Manchester – Hamburg – Dübendorf. Beim Landeanflug auf Dübendorf wurde das Flugzeug von der militärischen Kunstflugstaffel PC-7 Team eskortiert.
Carlo Schmid unterbot damit den bisherigen Altersrekord des Jamaikaners Barrington Irving. Mit der Weltumrundung konnte ein Betrag von 50'000 Franken zu Gunsten des Kinderhilfswerks UNICEF gesammelt werden.